# Pan Twardowski

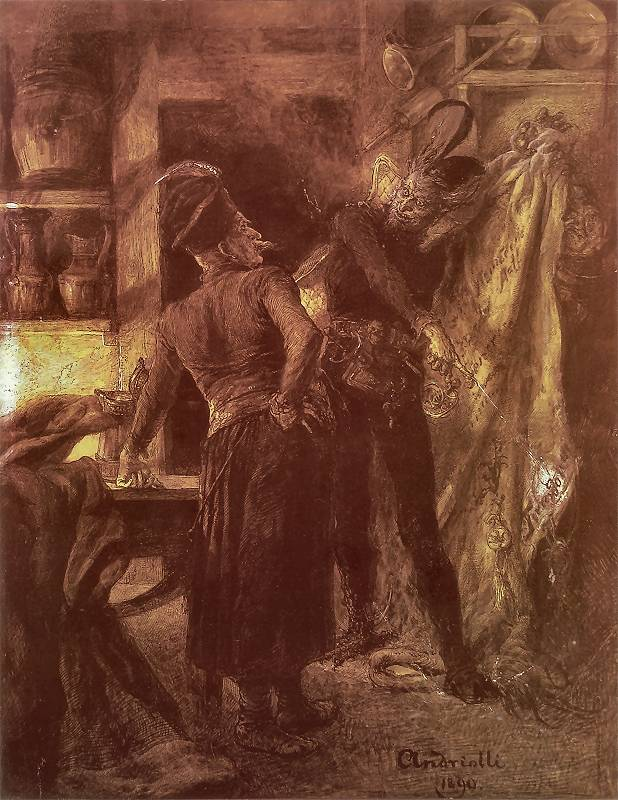
Pan Twardowski și diavolul. Desen de.

În folclorul și literatura poloneză, domnul Twardowski (în poloneză Pan Twardowski, pronunție în poloneză [ˈpan tfarˈdɔfski]), cunoscut și ca maestrul sau meșterul Twardowski (în poloneză Mistrz Twardowski), este un vrăjitor care a făcut un Pact cu Diavolul. Pan Twardowski și-a vândut sufletul în schimbul unor puteri speciale – cum ar fi invocarea spiritului soției decedate a regelui polonezo-lituanian Sigismund Augustus – dar în cele din urmă a avut o soartă tragică.
Povestea lui Pan Twardowski apare în diferite versiuni divergente și formează baza mai multor opere de ficțiune, inclusiv una de Adam Mickiewicz, cu toate că se presupune că folclorul a fost în mare măsură inspirat dintr-o poveste similară germană a lui Faust, deoarece există mai multe paralele în ambele povești.

## Legendă

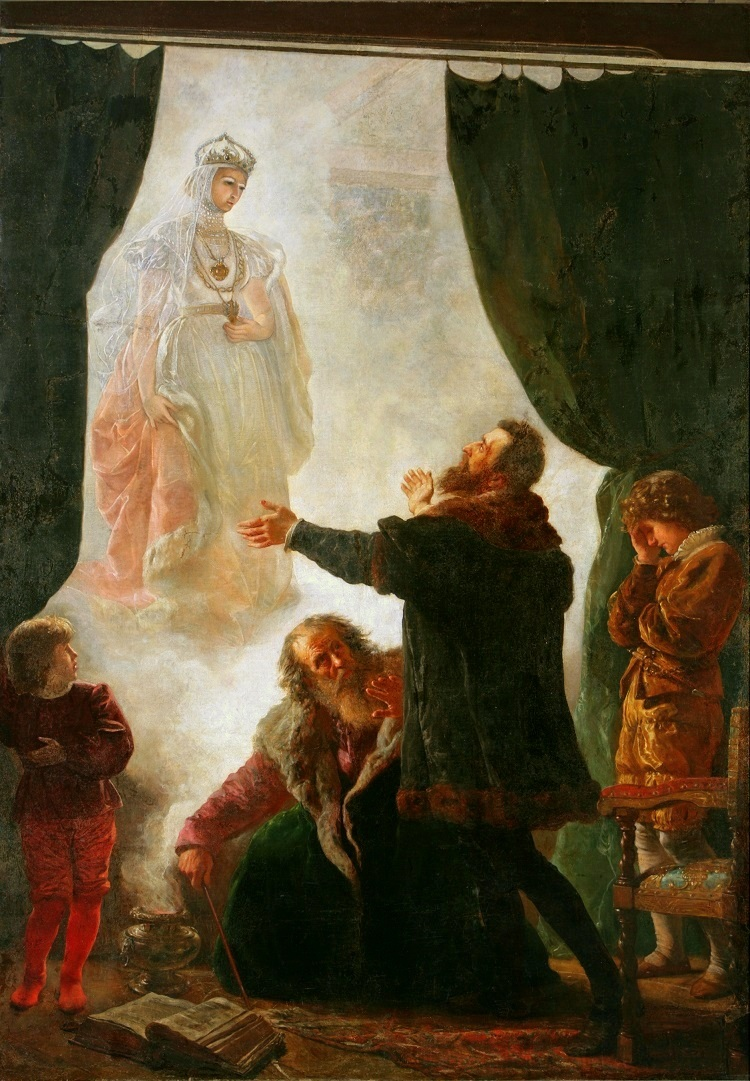
Pan Twardowski invocă fantoma pentru regele Sigismund Augustus. Pictură de Wojciech Gerson.

Potrivit unei vechi legende, Twardowski a fost un nobil (șleahtic) care a trăit în Cracovia în secolul al XVI-lea. El și-a vândut sufletul diavolului în schimbul unor mari cunoștințe și puteri magice. Cu toate acestea, Twardowski a încercat să-l înșele pe diavol prin includerea unei clauze speciale în contract, care spune că diavolul nu poate duce sufletul lui Twardowski în Iad decât în timpul vizitei sale la Roma – un loc în care vrăjitorul nu a intenționat să meargă niciodată. În alte variante ale poveștii, Twardowski a fost vândut diavolului în copilărie de către tatăl său.
Cu ajutorul diavolului, Twardowski a ajuns foarte repede să aibă bogăție și faimă, ajungând în cele din urmă un curtean al regelui Sigismund Augustus, care a căutat consolare în magie și astrologie după moartea iubitei sale soții, Barbara Radziwiłł⁠(d). Se spunea că el a invocat fantoma regretatei regine pentru a-l consola pe regele îndurerat, folosind o oglindă magică. Vrăjitorul a scris și două cărți, ambele dictate de diavol – o carte despre magie și o enciclopedie.
După ani în care s-a eschivat de soarta lui, Twardowski a fost în cele din urmă păcălit de diavol și prins nu în orașul Roma, ci într-un han numit Rzym (Roma în poloneză). În timp ce sufletul său era scos din corp, Twardowski a început să se roage Fecioarei Maria, care l-a făcut pe diavol să-și lase victima la jumătatea drumului spre Iad. Twardowski a căzut pe Lună, unde locuiește ți astăzi. Singurul său însoțitor este tovarășul său pe care l-a transformat odată într-un păianjen; din când în când Twardowski lasă păianjenul să coboare pe Pământ pe un fir și să-i aducă vești din lumea de dedesubt.

## Twardowski istoric
Dr Jan Kuchta în teza sa de doctorat „Vrăjitorul cracovian al secolului al XVI-lea. Maestrul Twardowski” (1935) a sugerat că Twardowski ar fi fost un nobil german care s-a născut la Nürnberg și a studiat la Wittenberg înainte de a veni la Cracovia. Numele său Lorenz Dhur a fost latinizat ca Laurentius Durus și, la rândul său, redat ca Twardowski în poloneză; durus și twardy înseamnă „greu” în latină și, respectiv, poloneză. Există, de asemenea, unele speculații că această legendă a fost inspirată din viața reală a lui John Dee, fie a asociatului său Edward Kelley, ambii au trăit o perioadă în Cracovia.
Titlul Pan, folosit ca formă universală de adresare onorifică și politicoasă în limba poloneză modernă, era rezervat doar membrilor nobilimii (șleahta) în momentul în care povestea s-a dezvoltat și era aproximativ echivalent cu englezescul Sir. Prenumele lui Twardowski este uneori menționat ca Jan (Ioan), deși cele mai multe versiuni ale poveștii sale nu menționează niciun prenume. Acest lucru, totuși, poate să fi rezultat dintr-o confuzie între Pan Twardowski și un scriitor preot catolic polonez, Jan Twardowski⁠(d).

## Twardowski în literatură, muzică și film

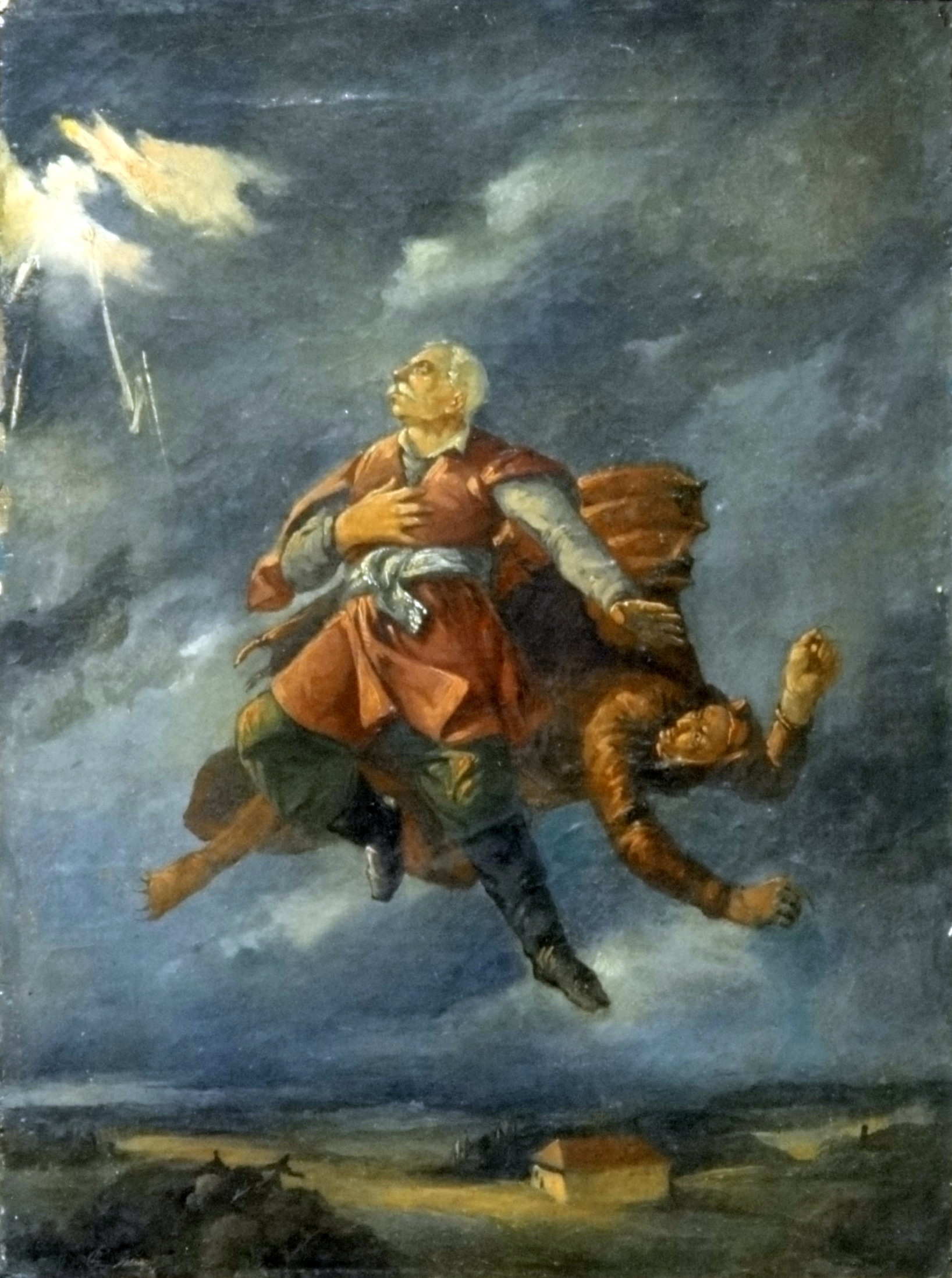
Domnul Twardowski răpit de Diavol. Pictură de Ignacy Gierdziejewski.

Legenda lui Pan Twardowski a inspirat un număr mare de poeți, romancieri, compozitori, regizori și alți artiști polonezi, ucraineni, ruși și germani.
Una dintre cele mai cunoscute opere literare care îl prezintă pe Pan Twardowski este balada plină de umor Pani Twardowska a lui Adam Mickiewicz (1822). În această versiune a poveștii, Twardowski acceptă să fie dus în Iad cu condiția ca diavolul să petreacă un an trăind cu soția sa, Pani (Doamna) Twardowska. Diavolul preferă însă să fugă și astfel Pan Twardowski este salvat. Stanisław Moniuszko a scris muzică pentru baladă în 1869.
Printre alte lucrări bazate pe legenda lui Pan Twardowski se numără:

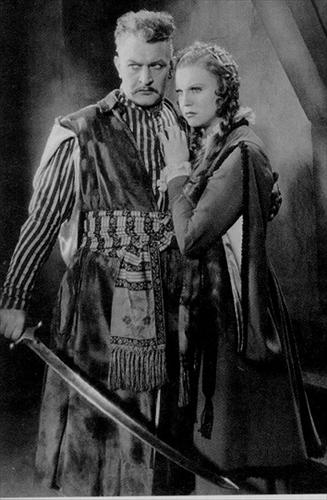
Franciszek Brodniewicz ca Pan Twardowski și Maria Bogda în filmul Pan Twardowski (regia, 1936).

- Pan Tvardovsky, operă de Alexei Verstovski, libret de Mihail Zagoskin (1828);
- Pan Tvardovsky, povestirea lui Zagoskin din colecția O seară pe râul Hoper (1834);
- Mistrz Twardowski [Meșterul Twardowski], roman de Józef Ignacy Kraszewski (1840);
- Tvardovsky, o baladă de Semen Hulak-Artemovski ;
- Pan Twardowski, un balet de Adolf Gustaw Sonnenfeld (1874);
- Pan Tvardovski, operă de Ivan Zajc⁠(d) (1880);
- Twardowski, o poezie de Jaroslav Vrchlický⁠(d) (1885);
- Mistrz Twardowski, o poezie de Leopold Staff (1902);
- Pan Twardowski, o baladă de Lucjan Rydel⁠(d) (1906);
- Pan Tvardovsky, un film de Ladislas Starevici (1917);
- Pan Twardowski, un balet de Ludomir Różycki⁠(d) (1921);
- Pan Twardowski, un film de Wiktor Biegański⁠(d) (1921);
- Pan Twardowski, czarnoksiężnik polski [Pan Twardowski, un vrăjitor polonez], roman de Wacław Sieroszewski⁠(d) (1930);
- Pan Twardowski, un film de Henryk Szaro⁠(d), scenariu de Wacław Gąsiorowski (1936);
- Pan Twardowski oder Der Polnische Faust [Pan Twardowski sau Faust polonez], roman de Matthias Werner Kruse (1981);
- Dzieje Mistrza Twardowskiego (Povestea maestrului Twardowski), un film de Krzysztof Gradowski (1995).
- Twardowski și Twardowsky 2.0, două filme scurte SF & fantasy din seria Legende poloneze (Legendy polskie) de Tomasz Bagiński⁠(d) (2015), cu Robert Więckiewicz în rolul lui Twardowski[4][5]
- Hearts of Stone⁠(d), o expansiune a jocului RPG The Witcher 3: Wild Hunt (2015), are o poveste principală puternic inspirată de legendă.

Domnul Twardowski este, de asemenea, un personaj popular în arta populară a regiunii Cracovia. El poate fi găsit, de exemplu, în unele dintre celebrele scene ale Nașterii Domnului din Cracovia (szopka krakowska). El este de obicei descris ca un nobil polonez, fie călare pe un cocoș, fie stând pe Lună.

## Locuri asociate cu Pan Twardowski

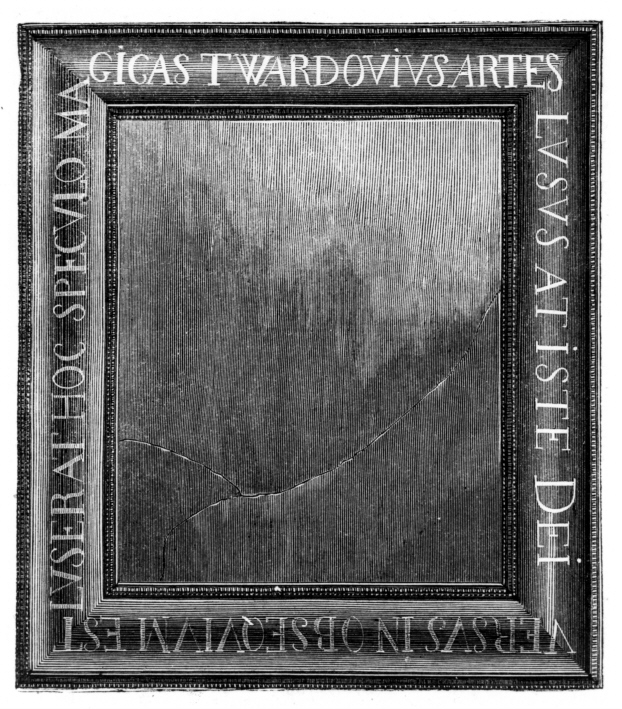
Oglinda magică a lui Twardowski

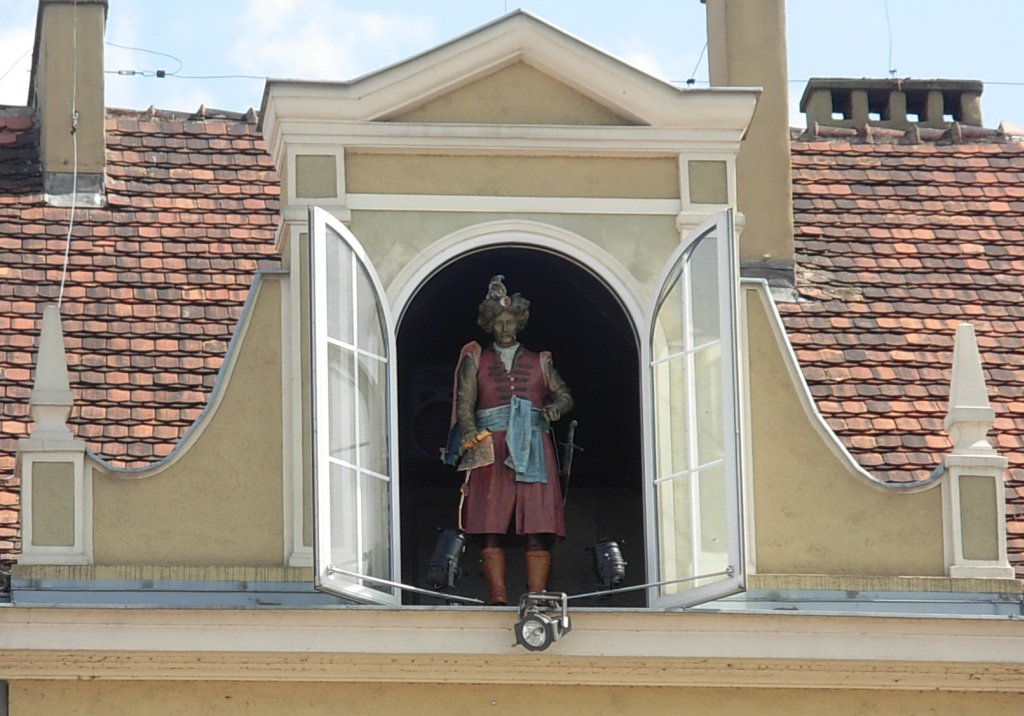
Statuia lui Pan Twardowski din Bydgoszcz

Se spune că Pan Twardowski ar fi trăit în Cracovia sau în apropiere de capitala Poloniei la acea vreme. Diferite locuri din Cracovia pretind că sunt locul exact al casei lui Twardowski. Vrăjitorul ar fi locuit fie undeva în centrul orașului, lângă Rynek Główny (Piața Centrală) sau pe Ulica Grodzka, fie peste râul Vistula, în satul Krzemionki⁠(d) (acum parte din Cracovia).
În toată Polonia, există o serie de hanuri și cârciumi numite Rzym („Roma”), toate pretind că sunt cele în care Pan Twardowski s-a întâlnit cu diavolul. Cele mai vechi dintre aceste hanuri datează abia de la sfârșitul secolului al XVII-lea, la aproximativ 100 de ani după perioada lui Twardowski. Cel din Sucha este probabil cel mai cunoscut dintre aceste hanuri.
În sacristia unei biserici din Węgrów, atârnă o placă de metal lustruită despre care se pretinde a fi oglinda magică care a aparținut cândva lui Pan Twardowski. Conform unei legende, era posibil să se vadă evenimente viitoare reflectate în oglindă până când aceasta a fost spartă în 1812 de către împăratul Napoléon Bonaparte al Franței, când a văzut în ea viitoarea sa retragere din Rusia și prăbușirea imperiului său.
Se mai spune că Pan Twardowski a petrecut ceva timp în orașul Bydgoszcz, unde, în memoria sa, o figură a fost montată recent într-o fereastră a unei case din orașul vechi. La orele 1:13 pm și 9:13 pm fereastra se deschide și apare Pan Twardowski, însoțit de muzică ciudată și râs diavolesc. Face o plecăciune, flutură cu mâna și apoi dispare. Acest mic spectacol adună mulțimi de spectatori amuzați.